# Thomas Crane (peintre)
Pour les articles homonymes, voir Thomas Crane.
Thomas Crane, né en 1808 et mort en 1859, est un artiste et portraitiste anglais.

## Biographie
Crane est né à Chester en 1808 de Thomas Crane, un libraire. Le jeune Thomas est dans une fratrie de six filles et trois garçons. En 1824, ayant montré très tôt un goût pour l'art, il se rend à Londres, et rejoint l'école de la Royal Academy. Il y reste deux ans, recevant, en 1825, une médaille pour les dessins sur l'antique.
De retour à Chester, il commence sa profession de peintre miniaturiste, et peu de temps après, il publie, en collaboration avec un frère, quelques croquis de personnages célèbres du nord du Pays de Galles, dont Lady Eleanor Butler et Miss Ponsonby, les excentriques « Dames de Llangollen ». En 1832, il expose pour la première fois à l'Académie de Liverpool et continue de s'y présenter pendant de nombreuses années. En 1835, il est élu associé de l'académie, et en 1838 membre à part entière. L'année suivante, il se marie et retourne à Londres, où il vit pendant un certain temps, mais trouve la capitale inadaptée, en raison de sa prédisposition aux maladies pulmonaires. Après avoir essayé Leamington et d'autres lieux, il s'installe à Liverpool et, en 1841, y est élu trésorier de l'académie,.
L'état délicat de sa santé l'amène à déménager de nouveau, à Torquay, où il vit douze ans, retournant occasionnellement dans le nord-ouest de l'Angleterre, afin de se procurer des commandes plus lucratives. Sa santé s'étant apparemment améliorée, il s'installe à Bayswater à Londres en 1857. Cependant sa maladie se réaffirme et il meurt en juillet 1859, laissant une veuve et quatre enfants.
Sa nécrologie dans l'Art Journal le décrit comme « un portraitiste d'une célébrité provinciale considérable, et pas tout à fait inconnu et méconnu à Londres ».
La fille de Crane, Lucy, est écrivaine et critique d'art, tandis que son fils aîné, également prénommé Thomas, est illustrateur et directeur artistique chez Marcus Ward & Co. Le deuxième fils de Crane, Walter Crane, est l'un des illustrateurs les plus prolifiques et les plus influents de son temps.

## Œuvres
Crane a, selon sa nécrologie, « surtout réussi des portraits de femmes et d'enfants, à la fois à l'huile et à l'aquarelle ; son traitement de ces sujets étant si élégant et si plein de fantaisie qu'il en faisait presque des œuvres idéales, mais sans compromettre leur ressemblance. » En plus de travailler comme portraitiste, il a également peint des sujets figuratifs, notamment The First Whisper of Love, The Deserted Village, The Cobbler, The Old Romance, The Bay Window et Masquerading, dont la plupart ont été exposés à la Royal Academy.
Il a illustré plusieurs livres, dont une comptine intitulée The History of Mr Pig and Miss Crane (« L'Histoire de Mr Cochon et Mademoiselle Grue »), publiée en 1836.

## Galerie

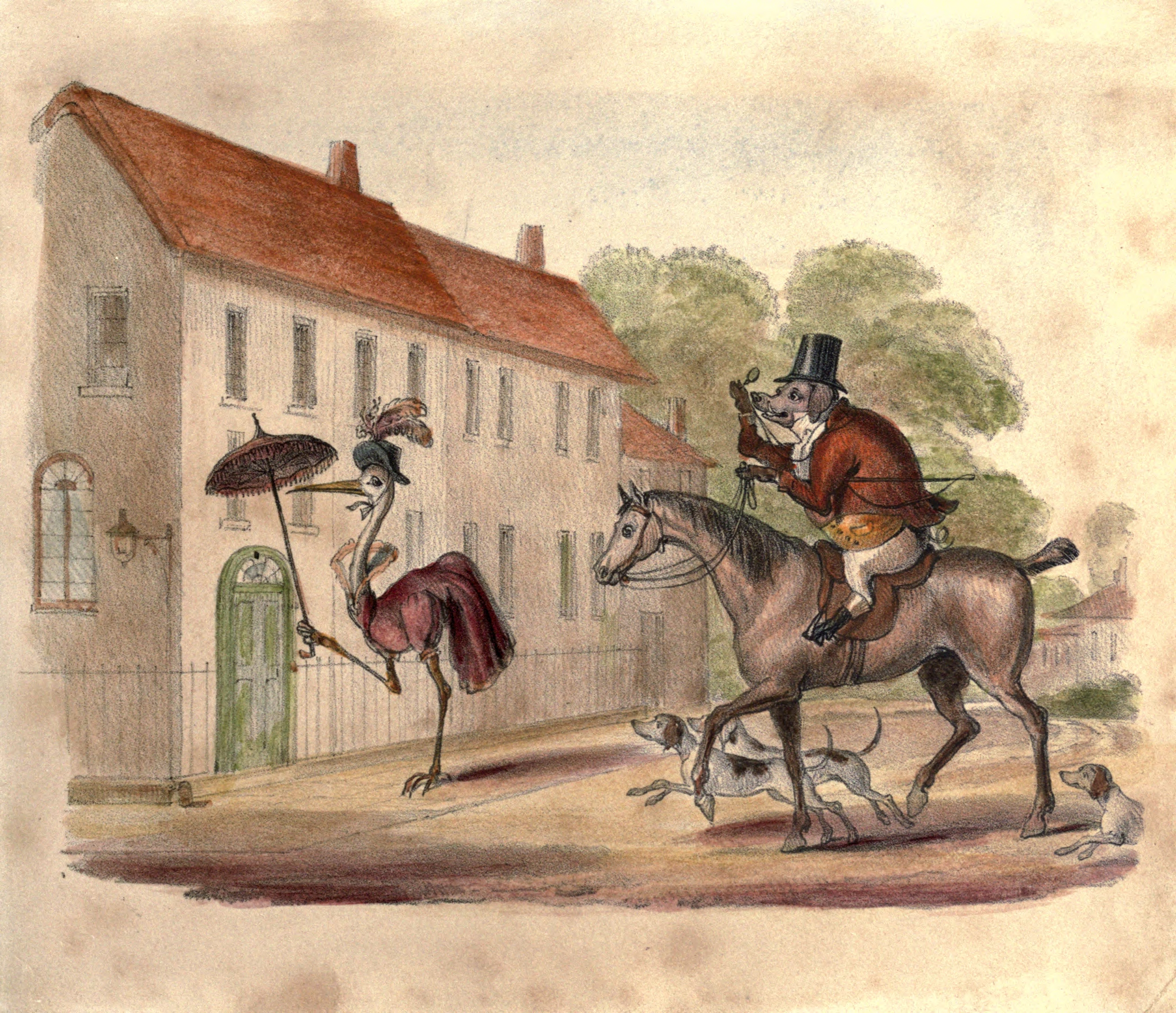
illustration de The History of Mr Pig and Miss Crane, 1836.
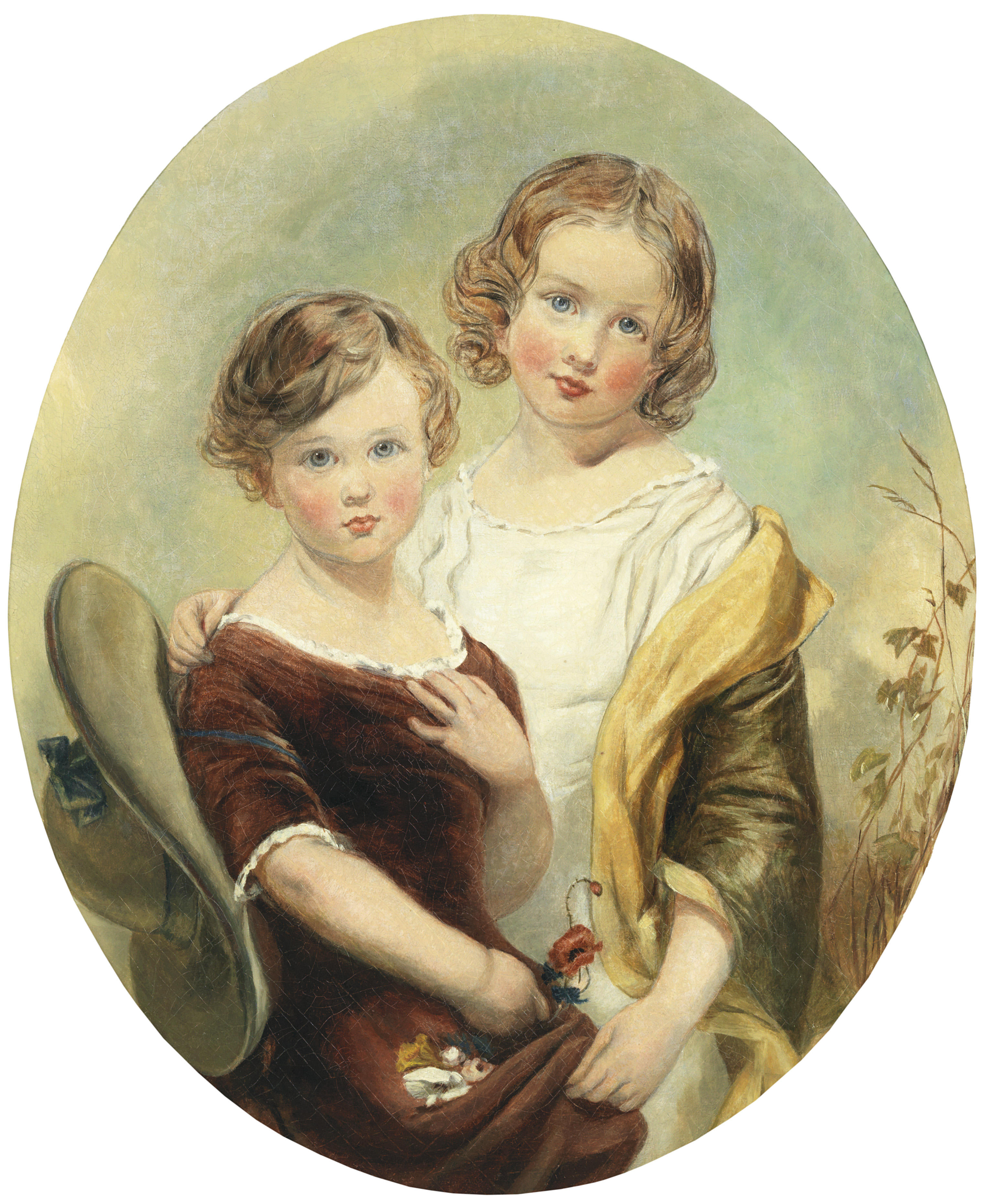
Deux sœurs.
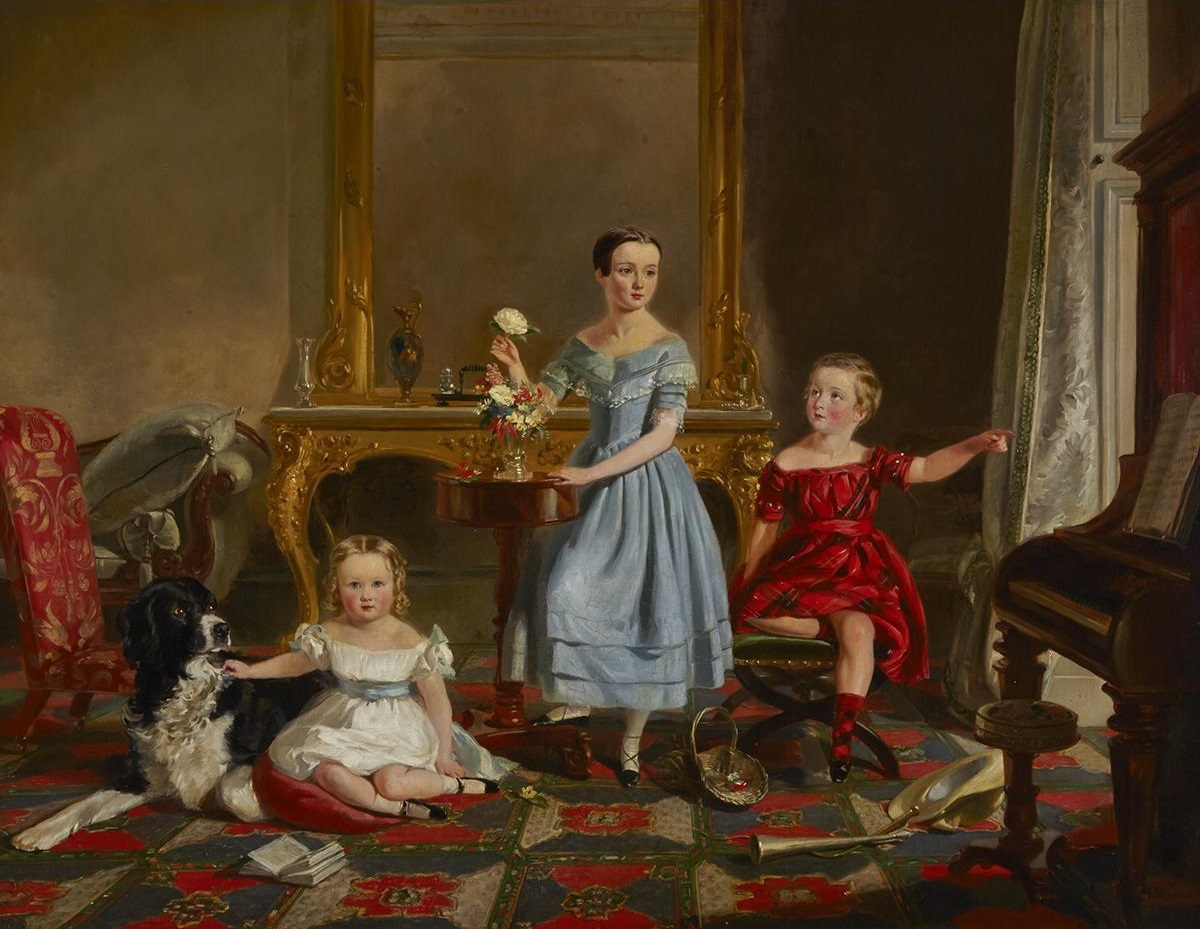
Les petits-enfants du Duc de Wellington.
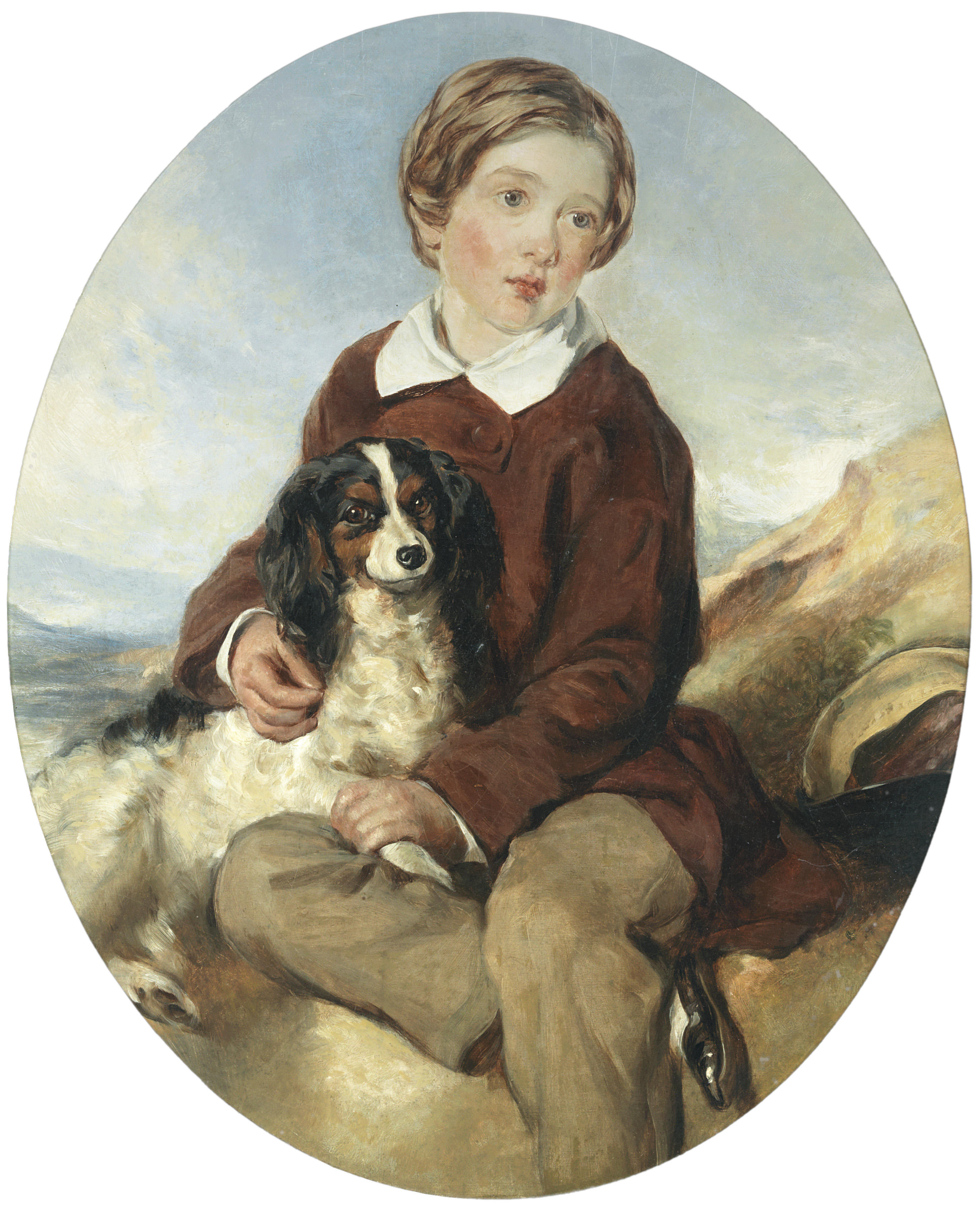
Un ami fidèle.